# ماوئرکیرشن
مورکیرشن (به آلمانی: Mauerkirchen) یک منطقهٔ مسکونی در اتریش است که در برونو آم این واقع شده‌است. مورکیرشن ۳٫۰۸ کیلومتر مربع مساحت دارد ۴۰۷ متر بالاتر از سطح دریا واقع شده‌است.